# Neoperreo
Le neoperreo  est un genre de reggaeton ayant émergé en Amérique latine dans les années 2010.

## Histoire et caractéristiques
Émergeant parallèlement à l'émergence du reggaeton comme genre musical grand public à l'échelle mondiale,, le neoperreo se caractérise par des productions plus sombres et plus pop que celles des artistes les plus populaires du genre. Il se caractérise également par une forte présence d'artistes féminines et queer, et par des paroles qui cherchent fréquemment à subvertir ou à se réapproprier les stéréotypes de genre, en particulier ceux liés à la sexualité,,. Le terme est inventé comme hashtag par Tomasa del Real, considérée, avec Ms Nina, comme l'une des figures fondatrices du sous-genre,,.
Le neoperreo se caractérise également par sa nature éclectique. En plus des influences déjà mentionnées, il emprunte fréquemment à la musique électronique. En particulier, au début du mouvement, plusieurs artistes incorporent des sons de la witch house.

## Artistes et groupes
Outre Tomasa del Real et Ms Nina, d'autres figures fréquemment citées comme faisant partie du sous-genre sont La Goony Chonga, Bea Pelea, Paul Marmota, DJ Florentino, Lizz, et Isabella Lovestory. Internet est considéré comme fondamental pour l'articulation du sous-genre et ses artistes ont fréquemment fait usage d'une esthétique qui combine des éléments futuristes ou d'art en ligne avec d'autres plus associés à la culture de quartier et aux origines du reggaeton.